# Алонзо Морнінг
Алонзо Гардінг Морнінг, молодший (англ. Alonzo Harding Mourning, Jr., нар. 8 лютого 1970, Чесапік, Вірджинія, США) — американський професіональний баскетболіст, що грав на позиціях важкого форварда і центрового за декілька команд НБА, зокрема за «Маямі Гіт», яка навіки закріпила за ним ігровий № 33. Гравець національної збірної США. Чемпіон НБА. Олімпійський чемпіон 2000 року. Включений до Баскетбольної зали слави Нейсміта.

## Ігрова кар'єра

### Ранні роки
Починав грати в баскетбол у команді Старшої школи Індіан Рівер (Чесапік, Вірджинія). Був беззаперечним лідером команди, а 1987 року привів її до чемпіонства штату. У випускному класі набирав 25 очок, 15 підбирань та 12 блок-шотів за гру. Був названий гравцем року в США виданням USA Today. 1988 року перед навчання в коледжі, вважався найперспективнішим рекрутом в країні, випередивши в рейтингу Білл Оуенса, Кенні Вільямса, Шона Кемпа, Стенлі Робертса, Крістіана Лейттнера та інших відомих в майбутньому баскетболістів.
На університетському рівні грав за команду Джорджтаун (1988—1992). Будучи на першому курсі, став лідером в NCAA за кількістю блок-шотів за гру, а на останньому курсі був включений до першої збірної NCAA.

### «Шарлотт Горнетс»
1992 року був обраний у першому раунді драфту НБА під загальним 2-м номером командою «Шарлотт Горнетс», уступивши першу позицію Шакілу О'Нілу. За підсумками дебютного сезону був включений до першої збірної новачків, набираючи 21 очко, 10,3 підбирання та роблячи 3,4 блоки за гру. У голосуванні за нагороду Найкращому новачку сезону зайняв друге місце після О'Ніла. Морнінг з О'Нілом стали першими новачками з часів Девіда Робінсона сезону 1989—1990, яким вдалося набрати 20 і більше очок при 10 підбираннях. На 49 грі сезону, Морнінг став найкращим блокуючим в історії «Горнетс». Найкращий момент сезону для нього трапився 5 травня 1993 року, коли у матчі плей-оф проти «Бостон Селтікс» він забив переможний середній кидок. Це дозволило команді пройти далі та потрапити на «Нью-Йорк Нікс», які виявились переможцями другого раунду.
У сезоні 1994—1995 разом з Ларрі Джонсоном допомогли «Шарлотт» здобути 50 перемог у сезоні та досягти плей-оф НБА. Морнінг був лідером команди за результативністю (21,3 очка за гру), підбираннями (9,9), блок-шотами (2,9) та за відсотком влучань з гри (51,9 %). Взимку вперше взяв участь у Матчі всіх зірок. В першому раунді плей-оф «Горнетс» програли серію всуху «Чикаго Буллз».

### «Маямі Гіт»
3 листопада 1995 року відхилив пропозицію продовжити контракт з «Шарлотт» на суму 11,2 млн доларів, тож був обміняний до «Маямі Гіт». У команді Пета Райлі відразу став центральною фігурою та набирав протягом сезону 23,2 очка, 10,4 підбирання та 2,7 блока за гру. Взимку знову зіграв у Матчі всіх зірок. Допоміг команді пробитися до плей-оф, де «Гіт» були розгромлені «Чикаго».
Наступного сезону допоміг «Маямі» виграти 61 матч у сезоні, що стало рекордом франшизи. Морнінг набирав 19,8 очка, 9,9 підбирання та 2,9 блока, а «Гіт» зайняли другу сходинку у Східній конференції після чинного чемпіона «Чикаго». У першому раунді плей-оф команда обіграла «Орландо Меджик», а в другому, після напруженої боротьби — «Нью-Йорк Нікс». У п'ятій грі серії Морнінг побився з Чарльзом Оуклі. У фіналі Східної конференції, куди «Маямі» пробились вперше в історії, комана програла «Чикаго Буллз».
В наступному сезоні мав схожу ігрову статистику, проте зіграв лише в 58 матчах. У першому раунді плей-оф команда вилетіла від «Нью-Йорк Нікс», а вирішальну п'яту гру Морнінг пропускав через дискваліфікаю, коли в попередньому матчі побився з колишнім партнером по «Шарлотт» Ларрі Джонсоном та головним тренером «Нікс» Джеффом Ван Ганді.
У скороченому через локаут сезоні 1998—1999 набирав в середньому 20,1 очко, 11 підбирань та 3,9 блокшота за гру. За підсумками сезону виграв нагороду Найкращому захисному гравцю НБА, увійшов до Збірної всіх зірок НБА та зайняв друге місце в голосуванні за Найціннішого гравця НБА. Незважаючи на те, що «Маямі» була першою сіяною командою Сходу, вона поступилася восьмій сіяній «Нью-Йорк Нікс» в першому ж раунді.
Наступного сезону набирав 21,7 очка, 9,5 підбирання та 3,7 блокшота та вдруге виграв нагороду Найкращому захисному гравцю НБА. У плей-оф «Гіт» розгромили в першому раунді «Детройт Пістонс», а в другому раунді знову програли «Нью-Йорк Нікс». Влітку став олімпійським чемпіоном Сіднея в складі Збірної США.
Перед сезоном 2000—2001 у Морнінга діагностували проблеми з нирками. Тому більшість сезону він пропустив, з'явившись на майданчику лише 27 березня.
Наступного сезону зіграв уже всі 75 матчів та був включений до складу зірок Сходу на Матч всіх зірок. Через погіршення стану здоров'я, пропустив весь сезон 2002—2003 і клуб не став продовжувати з ним контракт.

### «Нью-Джерсі Нетс»
2003 року як вільний агент перейшов до команди «Нью-Джерсі Нетс», у складі якої провів наступний сезон своєї кар'єри. Але 25 листопада 2003 оголосив про завершення кар'єри в НБА через ниркову хворобу. 19 грудня йому провели успішну пересадку нирки. 2004 року знову почав тренуватися з «Нью-Джерсі Нетс» та повернувся до складу команди перед сезоном 2004—2005. Його роль у команді була незначною, тож він відкрито говорив ЗМІ про бажання змінити клуб, особливо після того, як «Нетс» обміняли Кеньйона Мартіна до «Денвер Наггетс».
17 грудня 2004 року був обміняний до «Торонто Репторз», проте 11 лютого 2005 року сторони припинили співпрацю. Морнінг так і не зіграв жодного матчу за команду з Торонто, а сам клуб заявляв, що гравець не відповідав вимогам клубу через проблеми зі здоров'ям.

### Повернення до «Маямі Гіт»
1 березня 2005 року повернувся до Маямі, підписавши контракт з «Гіт». Цього разу його роль в команді була іншою, ніж була раніше — він став другим центровим після зірки Шакіла О'Ніла. Інколи пара грала разом, у випадку якщо Морнінг був на позиції важкого форварда. За підсумками сезону став третім за кількістю блокшотів за гру — 2,66, граючи при цьому всього 20 хвилин. В перших двох раундах плей-оф «Маямі» всуху обіграли «Нетс» та «Вашингтон Візардс» відповідно. У фіналі Східної конференції команда зустрілась з чинним чемпіоном «Детройт Пістонс» та поступилась у серії з семи ігор.
Наступного сезону продовжив бути резервістом О'Ніла, проте через травму останнього, зіграв у старті 20 матчів. Набирав в середньому 7,8 очка, 5,5 підбирання та 2,7 блокшота за гру. У плей-оф команда почергово обіграла «Чикаго Буллз», «Нью-Джерсі Нетс» та «Детройт Пістонс» у фіналі конференції. Клуб вперше пробився до фіналу НБА, де зустрівся з «Даллас Маверікс» та став чемпіоном НБА.
Після того, як Морнінг став чемпіоном, він отримав кілька пропозицій з більшою зарплатнею від інших клубів, зокрема від «Сан-Антоніо Сперс». Проте все відхилив, бажаючи допомогти «Маямі» захистити титул.
В Маямі ще пограв два сезони, після чого завершив кар'єру баскетболіста. Став першим баскетболістом в історії франшизи «Гіт», номер якого було закріплено за ним. Сталося це 30 березня 2009 року.
У червні 2009 року повернувся до Маямі та зайняв посаду віце-президента з питань розвитку гравців.

## Пересадка нирки
25 листопада 2003 року двоюрідний брат Морнінга Джейсон Купер приїхав відвідати у лікарні їхню смертельно хвору бабусю. Там від батька Морнінга він дізнався, що Алонзо завершує спортивну кар'єру через проблеми з нирками та, що ця хвороба є смертельнонебезпечна. Купер, який не бачив Алонзо 25 років, пройшов тест на сумісність нирок та висловив бажання віддати свою нирку двоюрідному брату. 19 грудня лікарі провели успішну пересадку нирок.

## Особисте життя
Одружений, виховує трьох дітей — двох синів та доньку.
Активно займається благодійною діяльністю через свою організацію Alonzo Mourning Charities Inc.

## Статистика виступів в НБА
| † | Позначає сезон, в якому Алонзо Морнінг ставав чемпіоном НБА |
|   | Лідер ліги                                                  |

### Регулярний сезон
| Сезон              | Команда           | GP  | GS  | MPG  | FG%  | 3P%  | FT%  | RPG  | APG | SPG | BPG | PPG  |
| ------------------ | ----------------- | --- | --- | ---- | ---- | ---- | ---- | ---- | --- | --- | --- | ---- |
| 1992–1993          | «Шарлотт Горнетс» | 78  | 78  | 33.9 | .511 | .000 | .781 | 10.3 | 1.0 | .3  | 3.5 | 21.0 |
| 1993–1994          | «Шарлотт Горнетс» | 60  | 59  | 33.6 | .505 | .000 | .762 | 10.2 | 1.4 | .5  | 3.1 | 21.5 |
| 1994–1995          | «Шарлотт Горнетс» | 77  | 77  | 38.2 | .519 | .324 | .761 | 9.9  | 1.4 | .6  | 2.9 | 21.3 |
| 1995–1996          | «Маямі Гіт»       | 70  | 70  | 38.2 | .523 | .300 | .685 | 10.4 | 2.3 | 1.0 | 2.7 | 23.2 |
| 1996–1997          | «Маямі Гіт»       | 66  | 65  | 35.2 | .534 | .111 | .642 | 9.9  | 1.6 | .8  | 2.9 | 19.8 |
| 1997–1998          | «Маямі Гіт»       | 58  | 56  | 33.4 | .551 | .000 | .665 | 9.6  | .9  | .7  | 2.2 | 19.2 |
| 1998–1999          | «Маямі Гіт»       | 46  | 46  | 38.1 | .511 | .000 | .652 | 11.0 | 1.6 | .7  | 3.9 | 20.1 |
| 1999–2000          | «Маямі Гіт»       | 79  | 78  | 34.8 | .551 | .000 | .711 | 9.5  | 1.6 | .5  | 3.7 | 21.7 |
| 2000–2001          | «Маямі Гіт»       | 13  | 3   | 23.5 | .518 | .000 | .564 | 7.8  | .9  | .3  | 2.4 | 13.6 |
| 2001–2002          | «Маямі Гіт»       | 75  | 74  | 32.7 | .516 | .333 | .657 | 8.4  | 1.2 | .4  | 2.5 | 15.7 |
| 2003–2004          | «Нью-Джерсі Нетс» | 12  | 0   | 17.9 | .465 | .000 | .882 | 2.3  | .7  | .2  | .5  | 8.0  |
| 2004–2005          | «Нью-Джерсі Нетс» | 18  | 14  | 25.4 | .453 | .000 | .593 | 7.1  | .8  | .3  | 2.3 | 10.4 |
| 2004–2005          | «Маямі Гіт»       | 19  | 3   | 12.9 | .516 | .000 | .564 | 3.7  | .2  | .2  | 1.7 | 5.0  |
| 2005–2006†         | «Маямі Гіт»       | 65  | 20  | 20.0 | .597 | .000 | .594 | 5.5  | .2  | .2  | 2.7 | 7.8  |
| 2006–2007          | «Маямі Гіт»       | 77  | 43  | 20.4 | .560 | .000 | .601 | 4.5  | .2  | .2  | 2.3 | 8.6  |
| 2007–2008          | «Маямі Гіт»       | 25  | 0   | 15.6 | .547 | .000 | .592 | 3.7  | .3  | .2  | 1.7 | 6.0  |
| Усього за кар'єру  |                   | 838 | 686 | 31.0 | .527 | .247 | .692 | 8.5  | 1.1 | .5  | 2.8 | 17.1 |
| В іграх усіх зірок |                   | 4   | 1   | 18.8 | .545 | .000 | .667 | 4.8  | 1.0 | .8  | 2.0 | 10.0 |

### Плей-оф
| Сезон             | Команда           | GP | GS | MPG  | FG%  | 3P%  | FT%  | RPG  | APG | SPG | BPG | PPG  |
| ----------------- | ----------------- | -- | -- | ---- | ---- | ---- | ---- | ---- | --- | --- | --- | ---- |
| 1992–1993         | «Шарлотт Горнетс» | 9  | 9  | 40.8 | .480 | .000 | .774 | 9.9  | 1.4 | .7  | 3.4 | 23.8 |
| 1994–1995         | «Шарлотт Горнетс» | 4  | 4  | 43.5 | .421 | .500 | .837 | 13.3 | 2.8 | .8  | 3.3 | 22.0 |
| 1995–1996         | «Маямі Гіт»       | 3  | 3  | 30.7 | .486 | .000 | .714 | 6.0  | 1.3 | .7  | 1.0 | 18.0 |
| 1996–1997         | «Маямі Гіт»       | 17 | 17 | 37.1 | .491 | .375 | .555 | 10.2 | 1.1 | .6  | 2.7 | 17.8 |
| 1997–1998         | «Маямі Гіт»       | 4  | 4  | 34.5 | .518 | .000 | .655 | 8.5  | 1.3 | .8  | 2.5 | 19.3 |
| 1998–1999         | «Маямі Гіт»       | 5  | 5  | 38.8 | .521 | .000 | .653 | 8.2  | .8  | 1.6 | 2.8 | 21.6 |
| 1999–2000         | «Маямі Гіт»       | 10 | 10 | 37.6 | .484 | .000 | .667 | 10.0 | 1.4 | .2  | 3.3 | 21.6 |
| 2000–2001         | «Маямі Гіт»       | 3  | 3  | 30.3 | .480 | .000 | .579 | 5.3  | 1.0 | .0  | 1.7 | 11.7 |
| 2004–2005         | «Маямі Гіт»       | 15 | 2  | 16.9 | .705 | .000 | .558 | 4.8  | .3  | .3  | 2.2 | 6.1  |
| 2005–2006†        | «Маямі Гіт»       | 21 | 0  | 10.8 | .703 | .000 | .667 | 2.9  | .1  | .2  | 1.1 | 3.8  |
| 2006–2007         | «Маямі Гіт»       | 4  | 0  | 13.8 | .909 | .000 | .385 | 2.0  | .3  | .0  | .8  | 6.3  |
| Усього за кар'єру |                   | 95 | 57 | 27.3 | .512 | .368 | .649 | 7.0  | .9  | .5  | 2.3 | 13.6 |